# 弗拉迪米尔·扎布罗茨基
弗拉迪米尔·扎布罗茨基（捷克語：Vladimír Zábrodský，1923年3月7日—2020年3月20日），捷克男子冰球、网球运动员。他曾代表捷克斯洛伐克参加1948年和1956年冬季奥林匹克运动会冰球比赛，其中1948年冬季奥运会获得一枚银牌。